# Isac Elliot

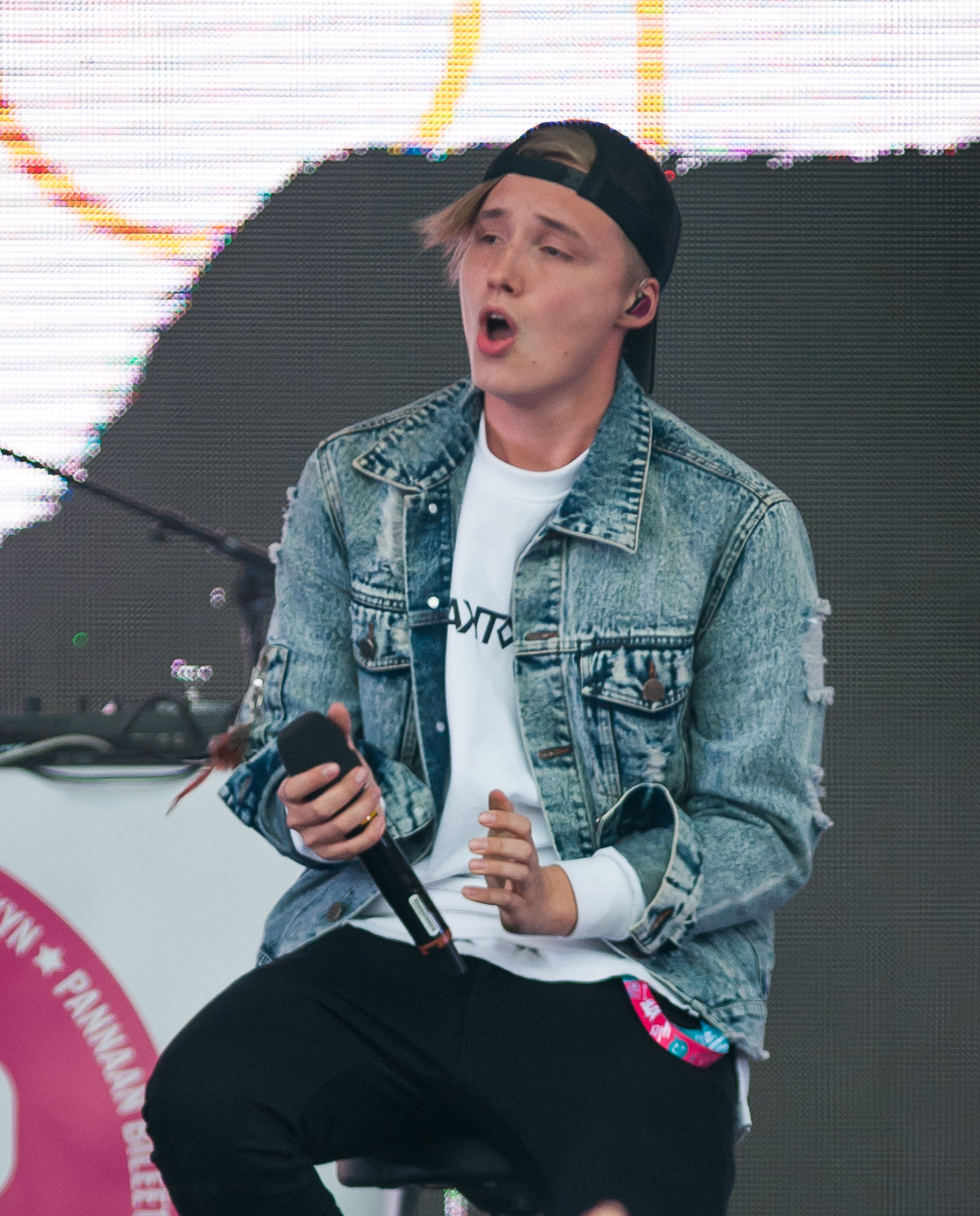
Isac Elliot, 2016.

Isac Elliot Lundén (med artistnamnet Isac Elliot), född 26 december 2000 i Grankulla i Finland, är en finlandssvensk popsångare,låtskrivare, dansare och skådespelare. Han har fans framför allt i Norden men även över hela världen, hans fans kallar sig för "Ellioteers".  
Isac Elliots första singel, "New Way Home" som släpptes den 14 februari 2013 placerade sig på en första plats på Finlands officiella lista. Den 24 maj samma år släpptes debutalbumet Wake Up World producerat av Joonas Angeria. Isac Elliot har även medverkat i musikalerna Cabaret och Kristina från Duvemåla på Svenska Teatern i Helsingfors. Han sjunger också i filmen Ella ja kaverit.

## Konserter
Isac Elliot har haft konserter i flera länder, bl.a. i Norge.

## Singlar
| Singlar              | År   |
| -------------------- | ---- |
| New Way Home         | 2013 |
| Dream Big            | 2014 |
| Baby i               | 2014 |
| Tired Of Missing You | 2014 |
| Save A Girl          | 2015 |
| Lipstick             | 2015 |
| No One Else          | 2015 |
| Worth Something      | 2016 |
| What About Me        | 2016 |

## Album
| Album                             | År   |
| --------------------------------- | ---- |
| Wake Up World                     | 2013 |
| Follow Me                         | 2014 |
| A Little More (EP)                | 2016 |
| Mikael Gabriel × Isac Elliot (EP) | 2017 |
| Faith                             | 2017 |

## Filmer och dokumentärer
Waking up the World (2013) var en 35 minuter lång film/dokumentär om Elliots resa till Norge. Filmen gjordes i samarbete med tv-bolaget YLE.
År 2013 gjordes också dokumentären Unelmana Isac Elliot (rakt översatt Isac Elliot som dröm). Regissören heter Tuukka Temonen.
Isac Elliot: Dream Big – The Movie hade premiär 14 februari 2014. Dokumentärfilmen är regisserad av Sami Joensuu och är 80 minuter lång. I Finland visades den i 66 biografer och fick sammanlagt 5 982 tittare. Filmen visades också i Sverige, Norge och i de baltiska länderna.

## Priser och utmärkelser
Elliot har vunnit priset Best Finnish Act två år i rad i MTV Europe Music Awards -galan, 2013 och 2014.
I början av 2014 vann han i Emma-galan i Finland Spotifys pris för årets innovator 2013 för sitt debutalbum Wake Up World. 
I mars 2013 noterades Isac Elliot på amerikanska Billboards Next Big Sound-listan som förutspår framtida stjärnor, på plats 11.